# Toaplan
Toaplan var ett spelföretag från Japan. Företaget grundades som en utvecklingsavdelning på spelhallsoperatören Toa Kikaku i mitten av åttiotalet av avhoppare från det konkursdrabbade Orca. Mest känt är Toaplan förmodligen för sina nyskapande helikopterspel i Tiger-serien: Twin Cobra och Tiger-Heli.

## Övrigt
På senare år har Toaplans gamla spel Zero Wing rönt stor uppmärksamhet på nätet, där spelets inledning parodierats för sin dåliga engelska.